# Martín Malharro
Martín Malharro (n. 1865, Azul⁠(d), Buenos Aires, Argentina – d. 1911, Buenos Aires, Argentina) a fost un pictor argentinian care a introdus impresionismul în țară la începutul secolului al XX-lea.

## Viața și opera

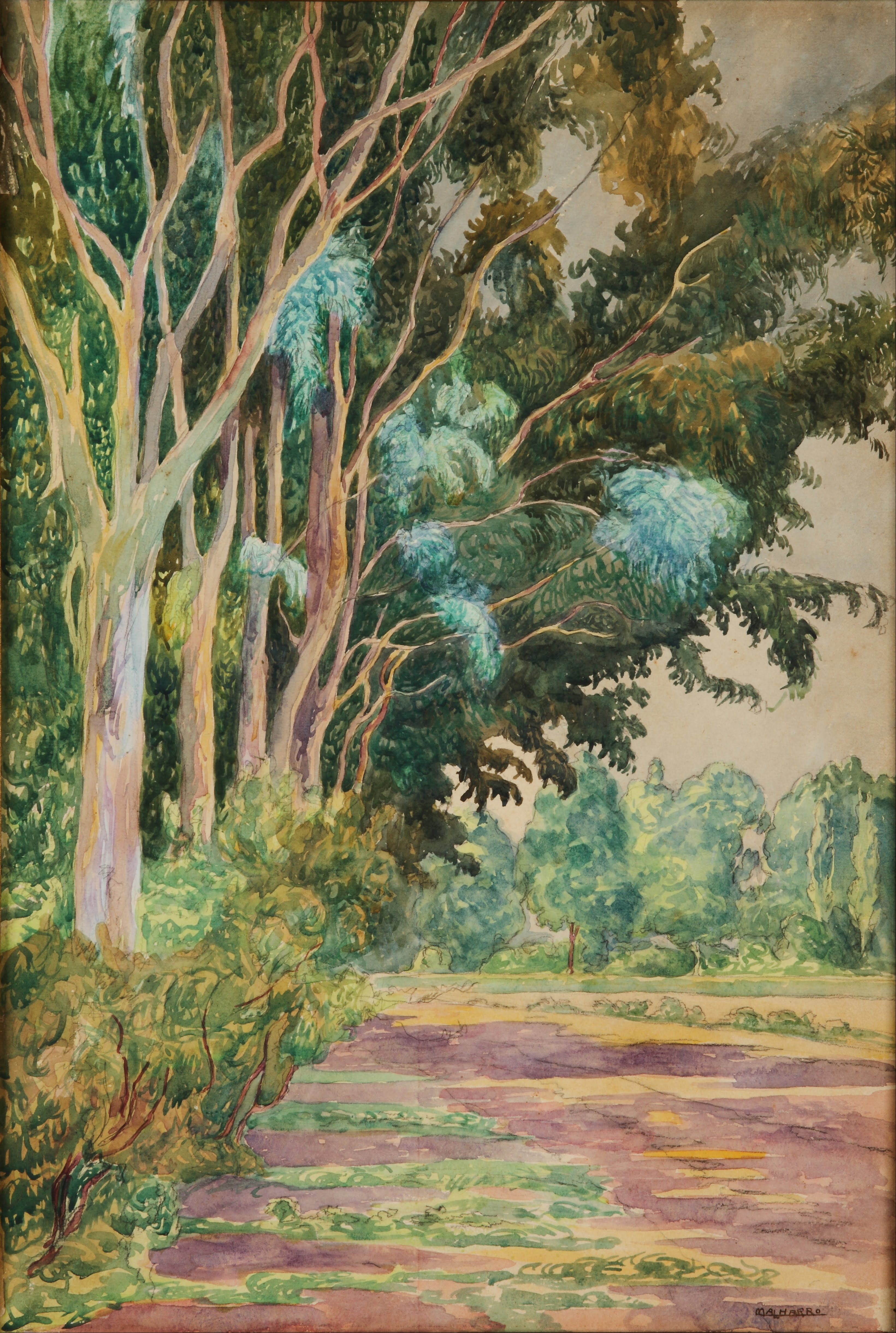
Peisaj

Martín Malharro s-a născut în orașul Azul⁠(d) din centrul provinciei Buenos Aires în 1865. Interesul său pentru pictură din copilărie a dus la violențe domestice acasă, de unde a plecat la Buenos Aires în 1879. Tânărul artist aflat în dificultate a fost îndrumat în 1885 de editorul Roberto Payró⁠(d), care l-a încurajat să se înscrie la Societatea pentru Stimularea Artelor Frumoase, unde a primit o pregătire oficială de la Francisco Romero, un pictor realist argentinian de origine italiană, și de la alte personalități ale genului la nivel local, precum Ángel Della Valle⁠(d) și Reinaldo Giudici⁠(d). Malharro a fost invitat la ferma din provincia Córdoba a lui José María Ramos Mejía în 1887, unde, în calitate de artist rezident, a câștigat experiență ca peisagist.
În 1892, într-o excursie în teritoriul Țării de Foc i-a fost prezentat litograful Antonio Bosco, care l-a instruit pe Malharro într-o artă care s-a dovedit a fi prima sursă sigură de venit a tânărului artist. Prezentarea sa la cel de-al doilea Ateneu Național din 1894, care a constat în principal din peisaje, în special câmpuri de grâu, a fost bine primită de critici. Acest succes relativ i-a permis să călătorească la Paris în 1895, unde s-a împrietenit cu sculptorul realist și compatriotul Rogelio Yrurtia⁠(d).
Malharro s-a bazat, de asemenea, pe experiența sa de la ferma Ramos Mejía pentru a-și perfecționa talentul de impresionist de peisaje, fiind influențat de Camille Pissarro, Claude Monet și Școala naturalistă de la Barbizon.

## Carieră

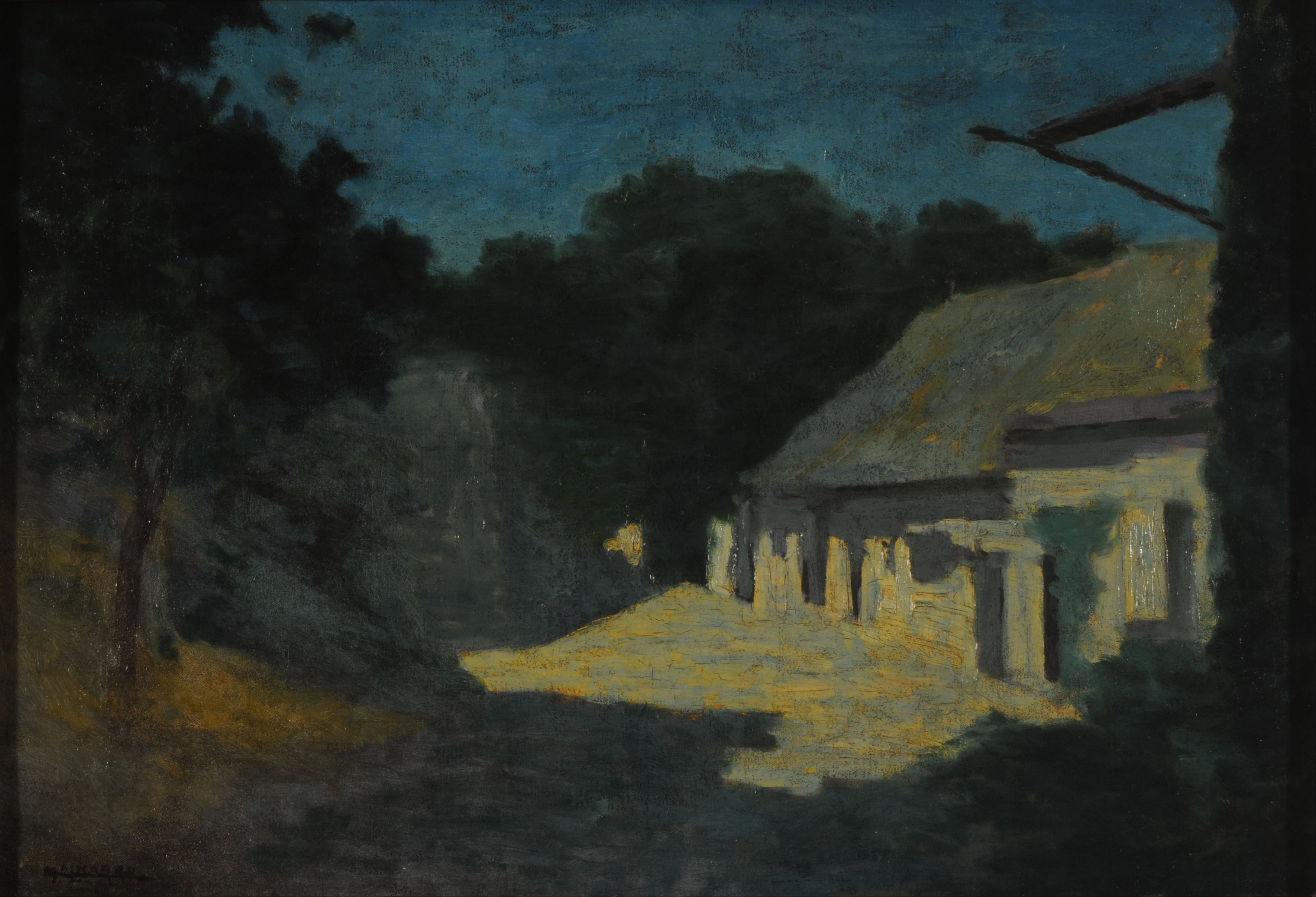
Nocturnă, ulei pe pânză.

Întorcându-se la Buenos Aires în 1901, a obținut o expoziție la Galeria Witcomb în anul următor. Publicul argentinian conservator, care încă prefera lucrările realiste, a fost cucerit de expoziția de artă din 1902, care a popularizat impresionismul în această națiune sud-americană retrasă la acea vreme. Scenele sale nocturne au devenit deosebit de râvnite de cumpărători și lăudate de critici. Opera lui Malharro a luat o direcție din ce în ce mai simbolistă și s-a îndepărtat de studiile anterioare despre câmpurile de grâu, un subiect comun printre artiștii impresioniști din Argentina la acea vreme. Malharro, Fernando Fader⁠(d), Cesáreo Bernaldo de Quirós⁠(d) și alți artiști care urmau aceeași tendință au devenit primii postimpresioniști proeminenți din Argentina, unde erau cunoscuți ca grupul Nexus.
Renumele brusc i-a asigurat lui Malharro un post în prestigioasa Universitate din La Plata ca decan al Școlii de Artă, precum și în cadrul Academiei Naționale de Arte Frumoase. Atelierul său din cartierul Belgrano situat în partea de nord a Buenos Airesului, a devenit din ce în ce mai căutat, deși o a doua expoziție din 1908 a atras disprețul criticilor argentinieni, care încă respingeau majoritatea lucrărilor asociate cu grupul Nexus. Malharro a murit la Buenos Aires la 17 august 1911, la vârsta de 46 de ani.

## Galerie

Lucrări ale lui Martín Malharro
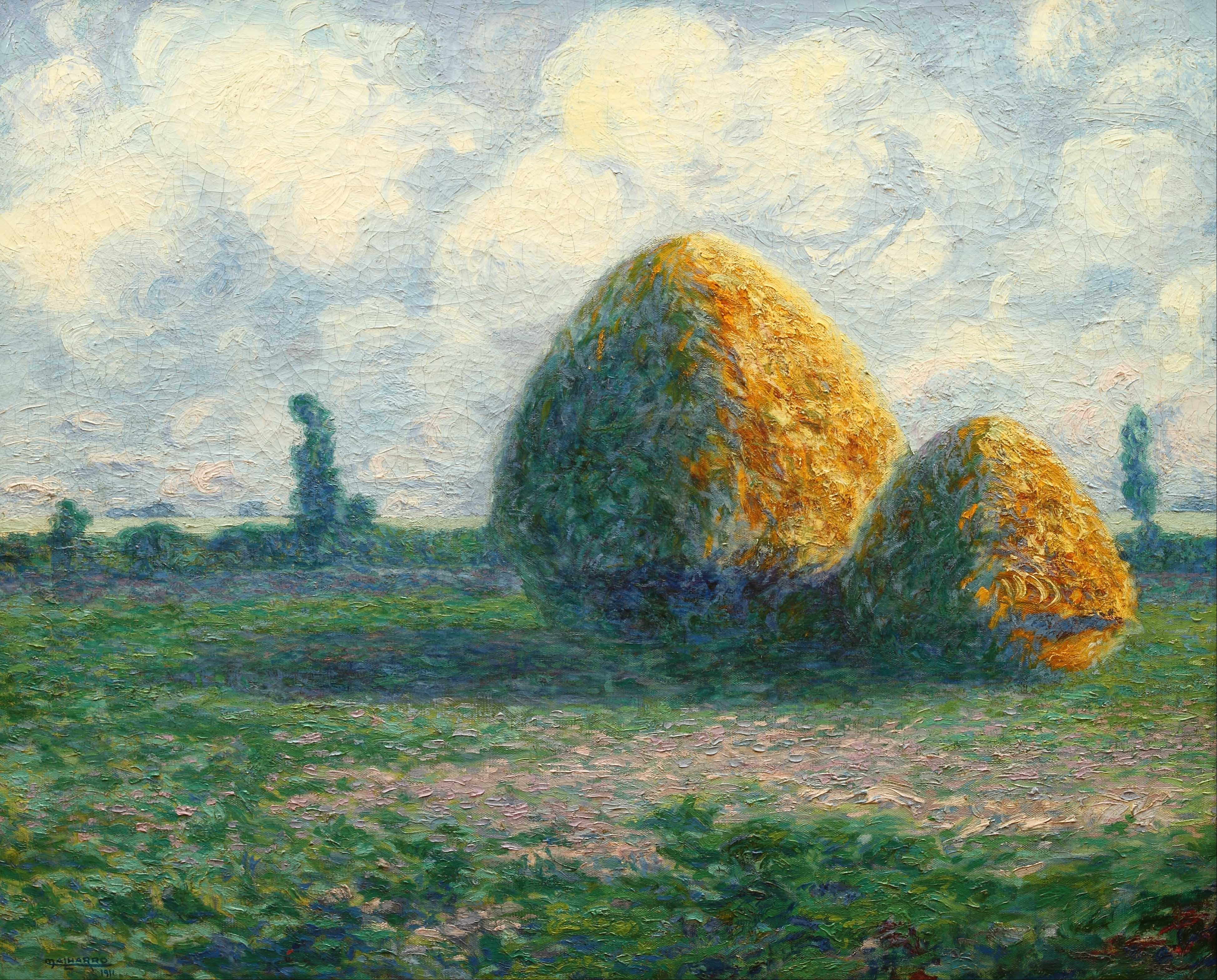
Fân, ulei pe pânză, 1911.
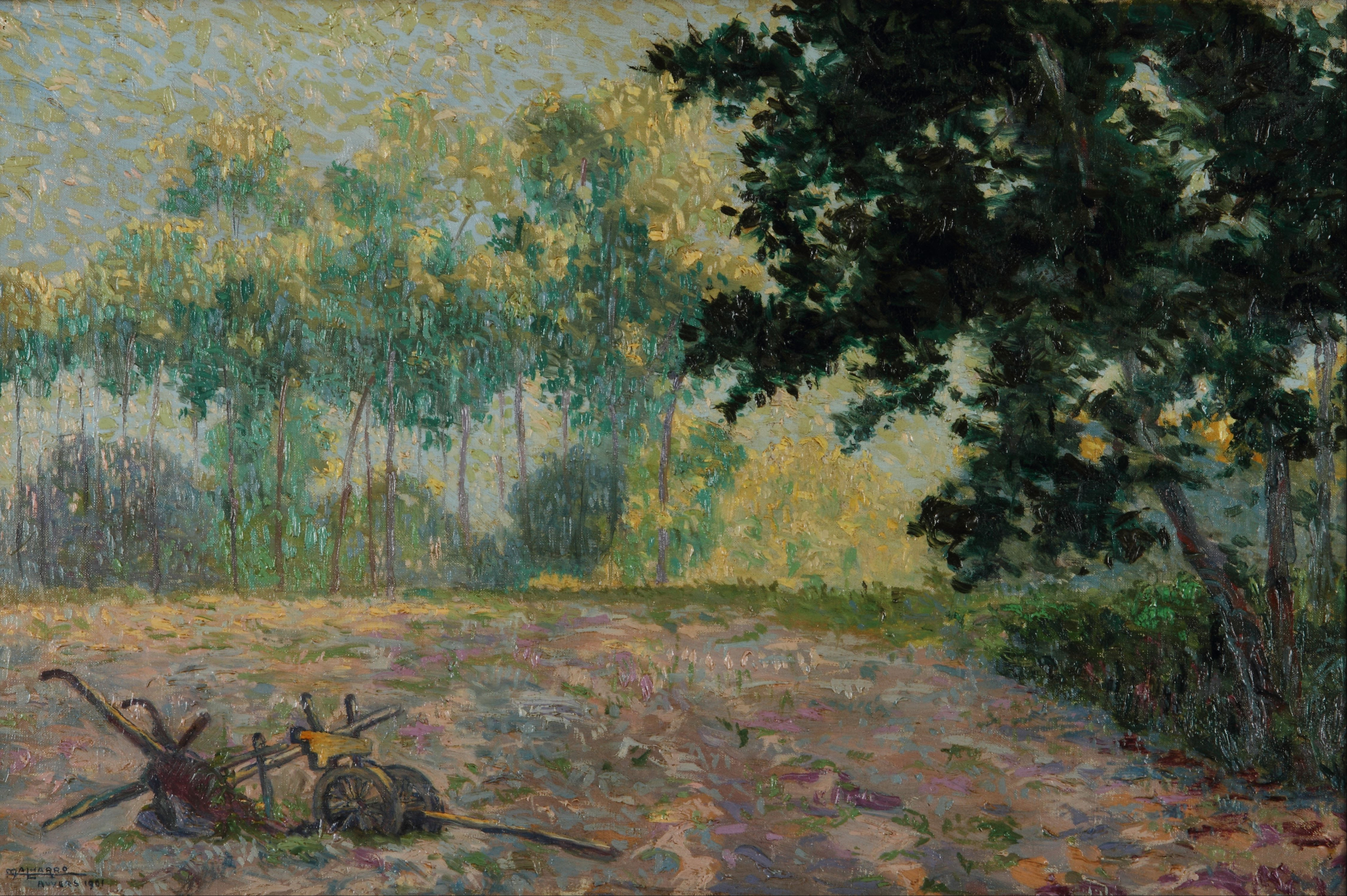
Plugul, ulei pe pânză, 1901.
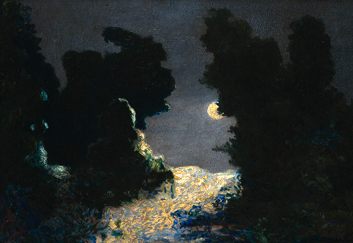
Nocturno, 1909
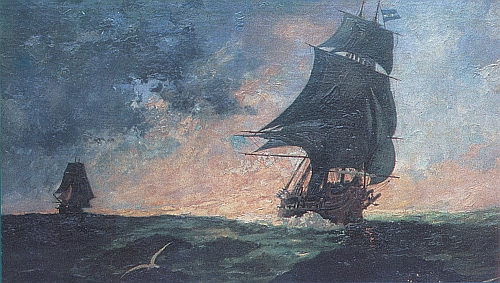
Corsair La Argentina, ulei pe pânză, 1895.
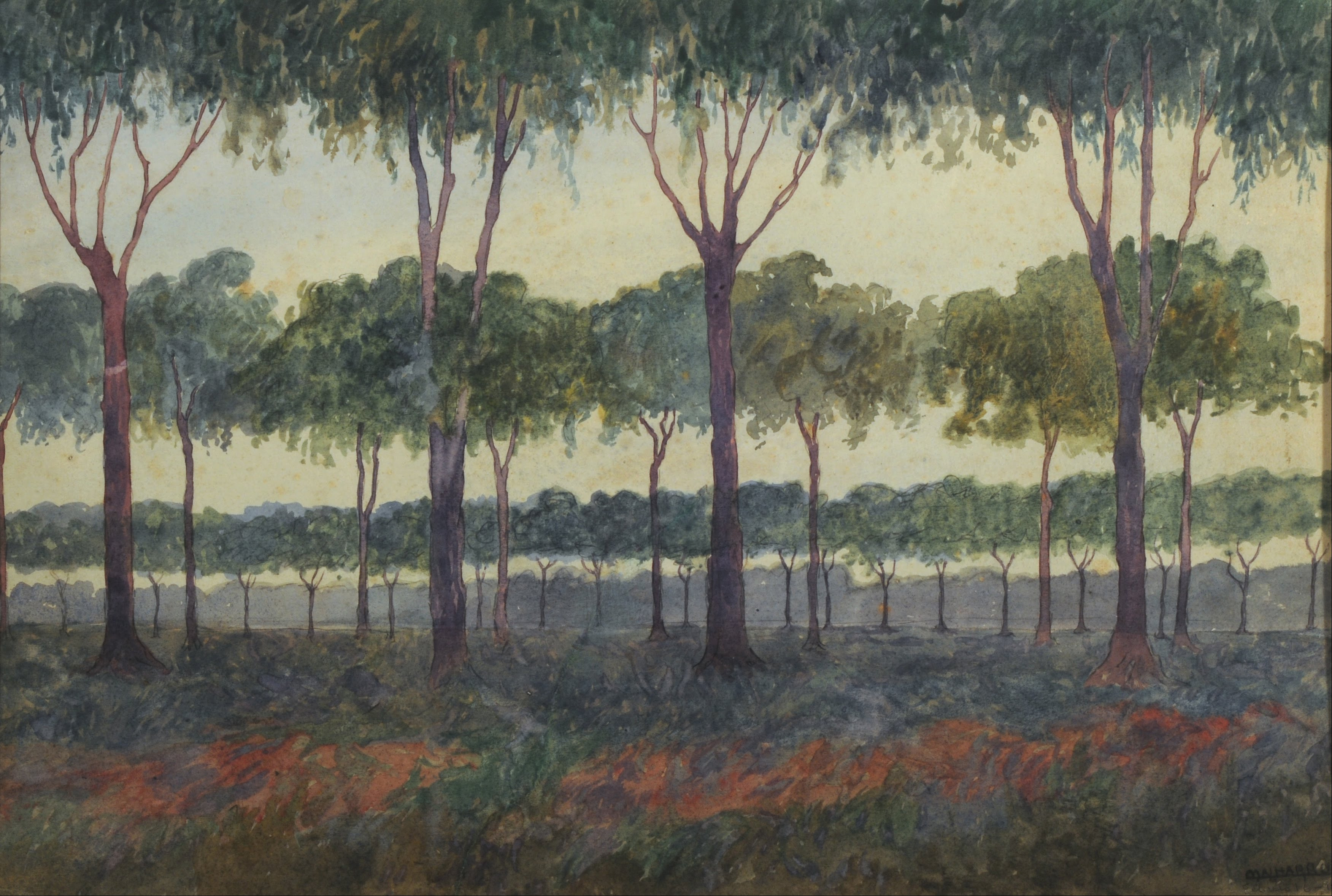